# Агнеза од Мераније
Агнес од Мераније (око 1215 – 7. јануар 1263) је била члан династије Андеха и супруга аустријског војводе. Са своја два брака, била је војвоткиња Аустрије од 1230. до 1243. и војвоткиња од Корушке од 1256. до своје смрти.

## Породица
Агнес је била ћерка војводе Отона I од Мераније и грофице Беатриче II од Бургундије, члана царске династије Хоенштауфена. По оцу је била унука Агнес Ветин. Њене тетке су биле Агнес Марија од Андех-Мераније, француска краљица, Гертруда од Мераније, мађарска краљица, и Хедвига од Шлезије, војвоткиња Пољске, касније канонизована као светица. По мајци, Агнес је такође била праунука цара Фридриха I Барбаросе.
Њен брат Отон II (ум. 1248) наследио је њиховог оца као војвода од Мераније и гроф од Бургундије, док се њена сестра Беатрикс (ум. 1271) удала за асканског грофа Хермана II од Вајмар-Орламундеа. Њена млађа сестра Аделаида (ум. 1279) удала се за грофа Хуга III од Шалона и наследила свог брата војводу Отона II на месту грофице од Бургундије.

## Бракови
Године 1229. удала се за војводу Фридриха II Бабенберга, сина и наследника војводе Леополда VI од Аустрије. Њен муж, који је био познат као „Свађалица“, управо се развео од своје прве жене принцезе Евдокије Ласкарис („Софије“), ћерке никејског цара Теодора I Ласкариса, због бездетности. Наследио је свог оца као аустријски војвода 1230. На основу мираза своје супруге укључујући велике Андешке поседе у Крањској марки и Словенској марки, такође је почео да себе назива „господаром Крањске“ од 1232. године.
Међутим, војвода Фридрих II се такође развео од Агнезе због бездетности 1243. године. Охоли аустријски владар се бацио у жесток гранични сукоб са угарским краљем Белом IV и погинуо је у бици на реци Лејти 1246. године. Како није оставио преживелу децу, са њим је изумрла мушка лоза династије Бабенберг. Наследство је припало његовој сестри Маргарети и његовој братаници Гертруди.
Од 1250. године, Агнес је документована као супруга Улриха од Спонхајма, сина војводе Бернхарда од Корушке. Улрих је могао да наследи Агнесиног покојног мужа као господар у Крањској и постао је корушки војвода након очеве смрти 1256. године. Пар је имао двоје деце, која су ипак умрла млада. Војвоткиња Агнес је умрла 1263. године, и сахрањена је у Стичкој опатији у Словенској крајини (сада у Словенији). Након смрти њеног другог мужа 1269. године, њен мираз је прешао на чешког краља Отакара II.